# آدم فالديز
آدم فالديز (بالإنجليزية: Adam Valdez)‏ هو مشرف مؤثرات بصرية أمريكي، ولد في القرن العشرين.

## وصلات خارجية
- آدم فالديز على موقع IMDb (الإنجليزية)
- آدم فالديز على موقع تيرنر كلاسيك موفيز (الإنجليزية)
- آدم فالديز على موقع قاعدة بيانات الفيلم (الإنجليزية)